# Cão de Castro Laboreiro
De Cão de Castro Laboreiro is een hondenras.

## Geschiedenis
Naamgevend voor de Cão de Castro Laboreiro is het Portugese dorp Castro Laboreiro. Het ras werd hier altijd gefokt. Zelfs vandaag de dag is hij in het dorp nog talrijk aanwezig.

## Uiterlijk
De Cão de Castro Laboreiro heeft middelgrote, hangende oren, die bijna driehoekig zijn en middelmatig hoog aan de kop zijn ingeplant. De vacht is dik, dicht en tegen elk weertype bestand. De lengte van de vacht is ongeveer 2 cm. De kleur van de vacht is grijs in alle schakeringen.

## Karakter/gebruiksdoel
De Cão de Castro Laboreiro is een goede waakhond. Hij verdedigt vee en huis tegen de ook vandaag nog aanwezige wolf. Hij is gewend zelfstandig te werken.
Affenpinscher ·
Aidi ·
Anatolische herder ·
Appenzeller sennenhond ·
Argentijnse dog ·
Berner sennenhond ·
Bordeauxdog ·
Boxer ·
Broholmer ·
Bullmastiff ·
Ca de Bou ·
Cane corso ·
Cão da Serra da Estrela ·
Cão de Castro Laboreiro ·
Centraal-Aziatische owcharka ·
Cimarrón Uruguayo ·
Ciobanesc Romanesc de Bucovina ·
Deens-Zweedse boerderijhond ·
Dobermann ·
Dogo Canario ·
Duitse dog ·
Duitse pinscher ·
Dwergpinscher ·
Dwergschnauzer ·
Engelse buldog ·
Entlebucher sennenhond ·
Fila brasileiro ·
Grote Zwitserse sennenhond ·
Hollandse smoushond ·
Hovawart ·
Kaukasische owcharka ·
Kraški ovčar ·
Landseer ECT ·
Leonberger ·
Mastiff ·
Mastín del Pirineo ·
Mastín español ·
Mastino napoletano ·
Middenslagschnauzer ·
Newfoundlander ·
Oostenrijkse pinscher ·
Pyrenese berghond ·
Rafeiro do Alentejo ·
Riesenschnauzer ·
Rottweiler ·
Šarplaninac ·
Shar-pei ·
Sint-bernard ·
Tibetaanse mastiff ·
Tornjak ·
Tosa ·
Zwarte Russische terriër